# Peace Will Come

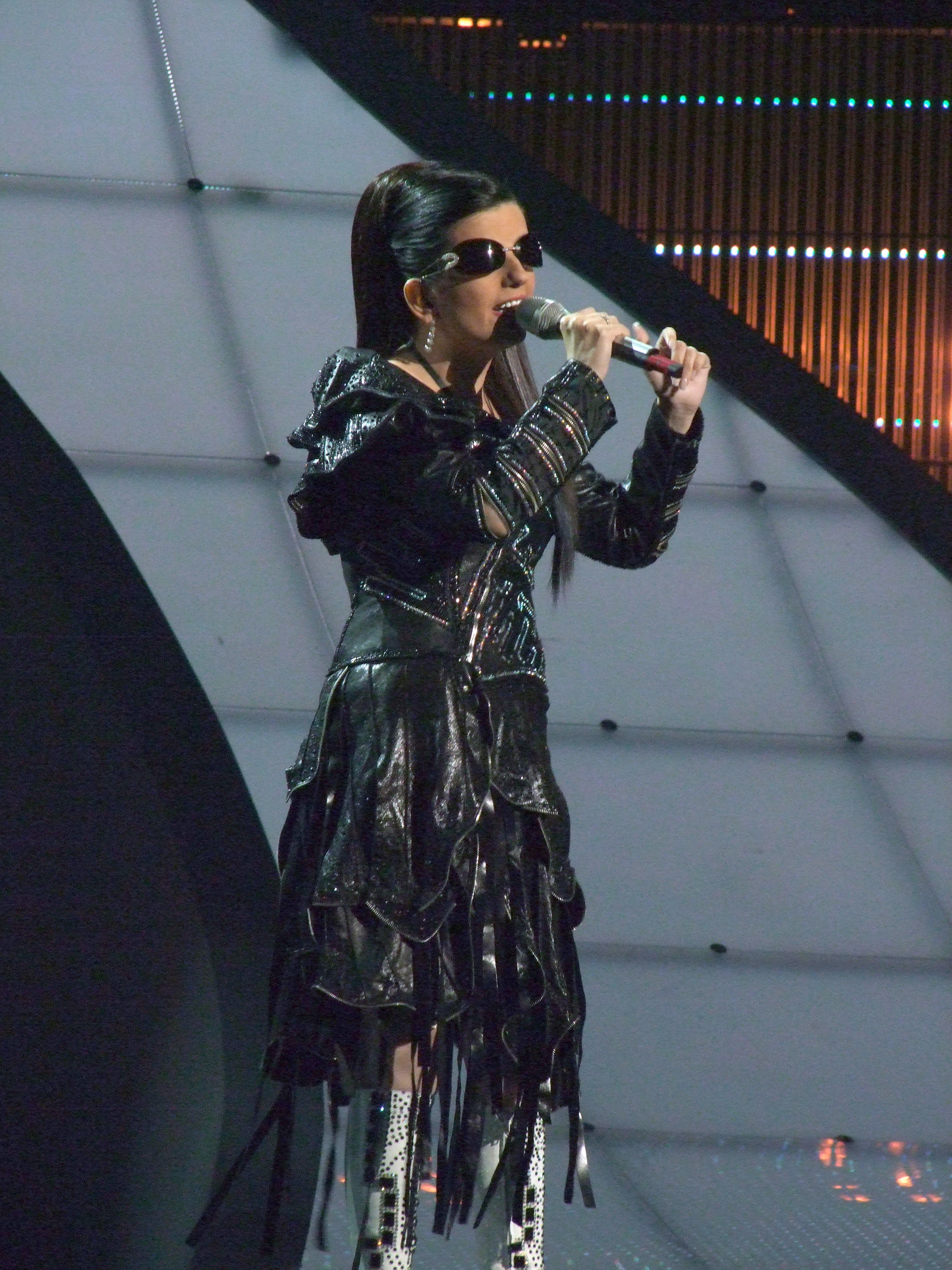

Peace Will Come (перевод с англ. — «Мир наступит») — песня, с которой 22 мая 2008 года Диана Гурцкая представила Грузию на международном конкурсе песен «Евровидение-2008». Авторы песни: Карен Кавалерян и Ким Брейтбург. Песня заняла 12 место с 83 баллами в финале, а во втором полуфинале конкурса — пятое место с 107 баллами.